# لئو استرنباخ
لئو استرنباخ (انگلیسی: Leo Sternbach; ۷ مهٔ ۱۹۰۸ – ۲۸ سپتامبر ۲۰۰۵) شیمی‌دان اهل ایالات متحده آمریکا بود. شهرت وی به دلیل سنتز ترکیبات بنزودیازپین‌ها برای نخستین بار بود. این ترکیبات به عنوان داروی ضداضطراب و ،خواب آور و آرام بخش کاربرد دارند.